# 永島トヨ
永島 トヨ（ながしま トヨ、1920年2月18日 - 2013年2月6日）は、日本の料理研究家。神奈川県出身。フェリス女学院大学卒業。「台所おばあちゃん」の愛称で知られている。本名は森岡 トヨ（もりおか トヨ）。

## 経歴
1993年よりNHK『くらしのジャーナル』に月1回で出演。
1997年、77歳の時に21歳下の琴講師の男性と結婚し話題を呼んだ。永島にとっては初婚であり、出会いのきっかけは夫がたまたまテレビで永島を見て一目惚れし、手紙のやり取りを始めたことだったという。その後、夫の故郷である広島県福山市で「永島トヨ料理教室」を営んでいた。
2008年8月には日本テレビ『ザ!世界仰天ニュース』で、2012年9月には同じく日本テレビの『みんないらっしゃいTV』でこのことが取り上げられた。

## 著書
- 『「台所おばあちゃん」の料理秘伝』（1994年、廣済堂）
- 『おばあちゃんの恋文―74歳から始まる恋もある。215通の愛の往復書簡』（2003年、主婦と生活社）